# Хеддерготт, Карл-Хайнц
Карл-Хайнц Хеддерготт (нем. Karl-Heinz Heddergott; 27 августа 1926, Дюссельдорф — 27 мая 2021) — немецкий футбольный тренер.

## Биография
Выпускник Кёльнского университета спорта. Работал в футбольных федерациях земель, а с 1967 по 1980 год был членом Немецкого футбольного союза. Некоторое время входил в тренерский штаб сборной Германии.
В 1980 году Хеддерготт руководил «Кёльном», который он выводил в финал Кубка Германии. Позднее немецкий специалист возглавлял сборные Египта и Омана.

## Достижения
- Финалист Кубка Германии (1): 1979/80.